# Image21
『image21 vingt-et-unt』（イマージュ21・ヴァンテアン）は、2021年7月21日にソニー・ミュージックジャパン インターナショナル（ソニー・クラシカル）から発売されたニューエイジ・ミュージックのコンピレーション・アルバム『image』シリーズの第21弾。規格品番：SICC-30576。当シリーズにおいて、初めて7月に発売となった。

## 収録曲
1. 羽毛田丈史「Fragrant Woods」
  - 作曲・編曲：羽毛田丈史
2. 宮本文昭「Dawn Flight featuring 三宅一徳」
  - 作曲：宮本文昭・三宅一徳　編曲：三宅一徳
3. 鳥山雄司「Majestic Shadow」
  - 作曲・編曲：鳥山雄司
  - フジテレビ系「ソニーオープン イン ハワイ」中継テーマ曲
4. 宮本笑里「Bitter Love」
  - 作曲：宮本笑里/ナオト・インティライミ
  - 編曲：ミトカツユキ/ナオト・インティライミ
5. Michael Thompson & Kimiko Nakagawa「From LAX With Love（原曲名:Air On G String）」
  - 作曲：ヨハン・ゼバスティアン・バッハ　編曲：高橋千賀子/秋田新一郎
  - サントリーシングルモルトウイスキー山崎・白州CM曲
6. アレクシス・フレンチ「永遠の歌」
  - 作曲・編曲：アレクシス・フレンチ
7. ゴンチチ「LOVE（2019 New Recording）」
  - 作曲・編曲：ゴンチチ
8. 沖仁「アマポーラ」
  - 作曲：ホセ・ラカジェ　編曲：野崎洋一
9. 春畑道哉「花鳥風月」
  - 作曲・編曲：春畑道哉
  - TBS「じょんのび日本遺産」エンディングテーマ曲
10. ジョン・グラム「麒麟がくる メインテーマ」
  - 作曲・編曲：ジョン・グラム
  - NHK大河ドラマ「麒麟がくる」メインテーマ
11. 葉加瀬太郎「START!」
  - 作曲：葉加瀬太郎　編曲：羽毛田丈史/田中義人
12. 小松亮太「雨あがり～after the rain～」
  - 作曲・編曲：小松亮太
  - 日本テレビ系「news every.」お天気コーナーテーマソング
13. 加古隆「黄昏のワルツ（クァルテット・ヴァージョン）」
  - 作曲・編曲：加古隆
  - NHK「にんげんドキュメント」テーマ曲
14. 高嶋ちさ子「悪魔のロマンス」
  - 作曲：アストル・ピアソラ　編曲：伊賀拓郎
15. 紀平凱成「Taking off Loneliness」
  - 作曲・編曲：紀平凱成
16. Aura「戦場のメリークリスマス」
  - 作曲：坂本龍一　編曲：坂部剛